# ダヴィド・フロリヴァル
ダヴィド・フロリヴァル（David Fleurival、1984年2月19日 - ）は、フランス・ヴァル＝ド＝マルヌ県ヴィトリー＝シュル＝セーヌ出身の元サッカー選手。ポジションは、ミッドフィルダー（守備的ミッドフィールダー）。